# Carlo Caracciolo

Il giornalista Eugenio Scalfari e l'editore Carlo Caracciolo a Garavicchio, presso Capalbio, nel 1992

Carlo Caracciolo di Castagneto (Firenze, 23 ottobre 1925 – Roma, 15 dicembre 2008) è stato un nobile, editore, imprenditore e partigiano italiano.

## Biografia
Figlio di Filippo Caracciolo e di Margaret Clarke, fratello maggiore di Marella Agnelli e dello storico Nicola. Durante la seconda guerra mondiale si impegna come partigiano della Brigata Cesare Battisti, operando sul lago Maggiore. Durante le sue operazioni per il traffico di armi rappresentò un luogo fondamentale la Casa Pontremoli che faceva da tramite tra Svizzera ed Italia. Tutto il traffico di armi era coordinato in collaborazione con Mario Pontremoli. Dopo la laurea in giurisprudenza conseguita presso l'Università La Sapienza di Roma, approfondì gli studi negli Stati Uniti, presso la Harvard Law School di Boston.
Nel 1951 fondò a Milano la casa editrice Etas Kompass, dedita alla pubblicazione di riviste tecniche e di annuari industriali, di cui restò Amministratore Delegato fino al 1975. Nel 1955 partecipò alla costituzione della società editrice N.E.R. (Nuove Edizioni Romane), il cui principale azionista era Adriano Olivetti: il 2 ottobre dello stesso anno prendono il via le pubblicazioni del settimanale L'Espresso sotto la direzione di Arrigo Benedetti; nel 1956 Olivetti cede le sue azioni, a titolo gratuito, a Carlo Caracciolo, fino a quel momento coinvolto solo nella gestione pubblicitaria della rivista. Nel 1964 contribuì inoltre, con una campagna promozionale apposita sulla Guida Kompass, all'avvio di Editrice Industriale, casa editrice industriale specializzata nell'informazione edilizia.
Caracciolo diventò così azionista di maggioranza della società e nella compagine azionaria entrano anche Arrigo Benedetti ed Eugenio Scalfari, che nel 1966 assume la direzione della rivista. Nel 1976, da una joint venture tra Editoriale L'Espresso e Arnoldo Mondadori Editore, nacque la "Società Editoriale La Repubblica", della quale Caracciolo era presidente e amministratore delegato: il 14 gennaio 1976 iniziò la pubblicazione dell'omonimo quotidiano, diretto da Eugenio Scalfari. Nel 1984 la società venne ammessa in borsa.
Nel 1988 il pacchetto di maggioranza de L'Espresso e la sua quota di La Repubblica venne ceduta alla Mondadori, di cui Caracciolo fu nominato presidente (1989 - 1990); quando Silvio Berlusconi assunse il controllo della Mondadori, ne nacque un contenzioso giudiziario che si concluse nel 1991 con la separazione fra il settore libri e periodici (che andò al gruppo Fininvest) e quello di Repubblica ed Espresso, che andò a costituire il Gruppo Editoriale L'Espresso che aveva come azionista di maggioranza la CIR di Carlo De Benedetti e di cui Carlo Caracciolo diventò Presidente.
Fu presidente della Finegil Editoriale SpA, la società che deteneva gran parte delle partecipazioni del Gruppo nei quotidiani locali, della A. Manzoni & C S.p.A., la concessionaria di pubblicità del gruppo, e Presidente del Consiglio di Amministrazione del portale web Kataweb S.p.A. (dal 1999). Il 2 giugno 1989 gli fu conferito il titolo di Cavaliere del Lavoro. Il 26 aprile 2006 Caracciolo abbandonò la guida effettiva delle sue società, passata a Carlo De Benedetti, ma mantenne la presidenza onoraria del Gruppo Editoriale L'Espresso. Il 2 gennaio 2007 acquistò il 30% del quotidiano francese Libération, diventandone il secondo azionista dopo Édouard de Rothschild, che deteneva circa il 38%. Carlo Caracciolo è morto nella sua casa di Trastevere a Roma il 15 dicembre 2008 all'età di 83 anni.

## Matrimonio e figli
Carlo Caracciolo sposò la duchessa Violante Visconti di Modrone, figlia del duca Eduardo Visconti di Modrone e della contessa Nicoletta Arrivabene Valenti Gonzaga. La coppia non ha avuto figli. 
Nel 1996 l'editore adottò Jacaranda Falck Caracciolo, figlia di Giorgio Falck e Anna Cataldi, che nel 2008 gli succedette in tutti i suoi titoli e possedimenti. Dopo la morte, a seguito di analisi del DNA, sono emersi altri due figli naturali di Carlo Caraccioloː Carlo e Margherita Revelli. Nel 2011 i tre eredi hanno raggiunto un accordo relativo alla successione patrimoniale dell'editore..

## Ascendenza
|                                 |                |                                   | Genitori                 |  |  | Nonni |  |  | Bisnonni                         |  |  | Trisnonni                       |  |
|                                 |                |                                   |                          |  |  |       |  |  | Filippo Caracciolo di Castagneto |  |  | Nicola Caracciolo di Castagneto |  |
|                                 |                |                                   |                          |  |  |       |  |  | Filippo Caracciolo di Castagneto |  |  | Nicola Caracciolo di Castagneto |  |
|                                 |                | Emanuela Caracciolo di Sant'Eramo |                          |  |  |       |  |  | Filippo Caracciolo di Castagneto |  |  |                                 |  |
| Nicola Caracciolo di Castagneto |                |                                   |                          |  |  |       |  |  | Filippo Caracciolo di Castagneto |  |  |                                 |  |
|                                 |                | Emilia Compagna                   | Gennaro Compagna         |  |  |       |  |  |                                  |  |  |                                 |  |
|                                 |                | Emilia Compagna                   | Gennaro Compagna         |  |  |       |  |  |                                  |  |  |                                 |  |
|                                 |                | Emilia Compagna                   | Giulia Pandola           |  |  |       |  |  |                                  |  |  |                                 |  |
| Filippo Caracciolo              |                | Emilia Compagna                   |                          |  |  |       |  |  |                                  |  |  |                                 |  |
|                                 |                | Ippolito Mele Barese              | …                        |  |  |       |  |  |                                  |  |  |                                 |  |
|                                 |                | Ippolito Mele Barese              | …                        |  |  |       |  |  |                                  |  |  |                                 |  |
|                                 |                | Ippolito Mele Barese              | …                        |  |  |       |  |  |                                  |  |  |                                 |  |
| Meralda Mele Barrese            |                | Ippolito Mele Barese              |                          |  |  |       |  |  |                                  |  |  |                                 |  |
|                                 |                | Elizabeth Lilian Mackworth-Praed  | Winthrop Mackworth-Praed |  |  |       |  |  |                                  |  |  |                                 |  |
|                                 |                | Elizabeth Lilian Mackworth-Praed  | Winthrop Mackworth-Praed |  |  |       |  |  |                                  |  |  |                                 |  |
|                                 |                | Elizabeth Lilian Mackworth-Praed  | Helen Bogle              |  |  |       |  |  |                                  |  |  |                                 |  |
| Carlo Caracciolo                |                | Elizabeth Lilian Mackworth-Praed  |                          |  |  |       |  |  |                                  |  |  |                                 |  |
|                                 | Charles Clarke | …                                 |                          |  |  |       |  |  |                                  |  |  |                                 |  |
|                                 | Charles Clarke | …                                 |                          |  |  |       |  |  |                                  |  |  |                                 |  |
|                                 | Charles Clarke | …                                 |                          |  |  |       |  |  |                                  |  |  |                                 |  |
| Charles Corning Clarke          | Charles Clarke |                                   |                          |  |  |       |  |  |                                  |  |  |                                 |  |
|                                 |                | Melissa Randall                   | …                        |  |  |       |  |  |                                  |  |  |                                 |  |
|                                 |                | Melissa Randall                   | …                        |  |  |       |  |  |                                  |  |  |                                 |  |
|                                 |                | Melissa Randall                   | …                        |  |  |       |  |  |                                  |  |  |                                 |  |
| Margaret Clarke                 |                | Melissa Randall                   |                          |  |  |       |  |  |                                  |  |  |                                 |  |
|                                 |                | Charles Emmet Chandler            | Charles Chandler         |  |  |       |  |  |                                  |  |  |                                 |  |
|                                 |                | Charles Emmet Chandler            | Charles Chandler         |  |  |       |  |  |                                  |  |  |                                 |  |
|                                 |                | Charles Emmet Chandler            | Mary Carol Rickard       |  |  |       |  |  |                                  |  |  |                                 |  |
| Alice Chandler                  |                | Charles Emmet Chandler            |                          |  |  |       |  |  |                                  |  |  |                                 |  |
|                                 |                | Cordelia Beard                    | Alfred Beard             |  |  |       |  |  |                                  |  |  |                                 |  |
|                                 |                | Cordelia Beard                    | Alfred Beard             |  |  |       |  |  |                                  |  |  |                                 |  |
|                                 |                | Cordelia Beard                    | …                        |  |  |       |  |  |                                  |  |  |                                 |  |
|                                 |                | Cordelia Beard                    |                          |  |  |       |  |  |                                  |  |  |                                 |  |